# Luis Roberto Alves
Luis Roberto Alves dos Santos Gavranić, född 23 maj 1967 i Mexico City, är en mexikansk före detta fotbollsspelare. Han är son till den före detta fotbollsspelaren José Alves.

## Karriär
Luis Roberto Alves växte upp i Brasilien och flyttade hem till Mexiko 1985 när han började spela med América. Under sina totalt tolv år i klubben så blev han Américas främsta målgörare genom tiderna.
Under Copa América 1993 så var han anfallspartner med Hugo Sánchez. Mexiko vann silvermedaljen och Alves stod för två mål under mästerskapet. Samma år vann han även CONCACAF Gold Cup med Mexiko, där han även vann skytteligan på rekordnoteringen 11 mål. Sju av målen gjorde han mot Martinique.

## Meriter
América
- Liga MX: 1985, 1987, 1988
- Mexikanska Supercupen: 1987, 1988
- Concacaf Champions League: 1987, 1991, 1992, 1993
- Copa Interamericana: 1991, 1993

Mexiko
- CONCACAF Gold Cup
  - Guld: 1993
  - Brons: 1991

- Copa América
  - Silver: 1993